# Otto Hetzel
Christian Otto Hetzel (* 13. August 1856 in Bromberg; † 19. August 1933) war ein deutscher Architekt, der zunächst als preußischer Baubeamter und später als selbstständiger Bauunternehmer arbeitete.

## Leben
Nach seinem Abitur 1874 in Berlin studierte Hetzel von 1875 bis 1877 an der Polytechnischen Schule Hannover. 1884 wurde er nach dem bestandenen zweiten Staatsexamen zum Regierungsbaumeister (Assessor) ernannt und zunächst in Schlesien, dann in Charlottenburg bei Berlin eingesetzt. Dort war er auch nach seinem Ausscheiden aus dem Staatsdienst als Architekt und Bauunternehmer in Arbeitsgemeinschaft mit Georg Reimarus (1847–1919) in der gemeinsamen Firma Reimarus & Hetzel tätig.

## Bauten (Auswahl)
- 1893: Wohnhaus Cuno-Hoffmeister-Straße 7 in Sonneberg (gemeinsam mit Reimarus)
- 1895: Umbau der Estnischen Gesandtschaft in Berlin (gemeinsam mit Reimarus)
- 1898–1899: Gemeindehaus der Kaiser-Wilhelm-Gedächtniskirche (gemeinsam mit Reimarus) (Lage)
- 1901–1902: Gutsverwaltervilla der Domäne Dahlem
- 1902–1903: Friedhofskapelle des Kaiser-Wilhelm-Gedächtnis-Friedhofs (gemeinsam mit Reimarus)
- 1902–1903: römisch-katholische  Kirche St. Stefan in Sonneberg
- 1905–1906: römisch-katholische Kirche Corpus Christi in Saalfeld/Saale
- 1908: Häuser Nr. 88 und 90 der Schüler-Kolonie Dahlem (gemeinsam mit Reimarus)
- 1910: Haus Nr. 98 der Schüler-Kolonie Dahlem (gemeinsam mit Reimarus)
- 1913–1914: evangelische Kirche Niederlehme